# West Alto Bonito
West Alto Bonito – jednostka osadnicza w Stanach Zjednoczonych, w stanie Teksas, w hrabstwie Starr.